# Schwertmannit
Schwertmannit (chemisch: Oxyhydroxysulphat) ist ein selten vorkommendes Mineral aus der Mineralklasse der „Sulfate und Verwandte“ (früher: Oxide und Hydroxide, siehe Klassifikation) mit der chemischen Zusammensetzung Fe163+[O16|(OH)10|(SO4)3]·10H2O.
Schwertmannit kristallisiert im tetragonalen Kristallsystem und entwickelt meist nur krustige Überzüge sowie erdige bis derbe Mineral-Aggregate. Selten entwickelt er auch faserige bis schwach nadelige Kristalle bis etwa 100 μm Größe von gelbbrauner Farbe bei ockergelber Strichfarbe.

## Etymologie und Geschichte
Erstmals entdeckt wurde Schwertmannit 1990 in der Grube Pyhäsalmi bei Pyhäjärvi (Oulu) in Finnland und beschrieben 1994 durch Jerry Marshall Bigham, Liisa Carlson und Enver Murad, die das Mineral nach Udo Schwertmann (Emeritus an der TU München) benannten.
Typmaterial des Minerals wird im Naturhistorischen Museum  der Universität Helsinki in Finnland unter der Katalog-Nr. B8659 aufbewahrt.

## Klassifikation
In der veralteten 8. Auflage der Mineralsystematik nach Strunz war der Schwertmannit noch nicht aufgeführt.
In der zuletzt 2018 überarbeiteten Lapis-Systematik nach Stefan Weiß, die formal auf der alten Systematik von Karl Hugo Strunz in der 8. Auflage basiert, erhielt das Mineral die System- und Mineralnummer IV/F.06-055. Dies entspricht der Klasse der „Oxide und Hydroxide“ und dort der Abteilung „Hydroxide und oxidische Hydrate (wasserhaltige Oxide mit Schichtstruktur)“, wo Schwertmannit zusammen mit Akaganeit, Böhmit, Diaspor, Feitknechtit, Feroxyhyt, Goethit, Groutit, Lepidokrokit, Manganit und Tsumgallit eine unbenannte Gruppe mit der Systemnummer IV/F.06 bildet.
Die von der International Mineralogical Association (IMA) zuletzt 2009 aktualisierte 9. Auflage der Strunz’schen Mineralsystematik ordnet den Schwertmannit in die Klasse der „Sulfate (Selenate, Tellurate, Chromate, Molybdate und Wolframate)“ und dort in die Abteilung „Sulfate (Selenate usw.) mit zusätzlichen Anionen, mit H2O“ ein. Hier ist das Mineral in der Unterabteilung „Mit ausschließlich mittelgroßen Kationen; unklassifiziert“ zu finden, wo es als einziges Mitglied eine unbenannte Gruppe mit der Systemnummer 7.DE.15 bildet.
In der vorwiegend im englischen Sprachraum gebräuchlichen Systematik der Minerale nach Dana hat Schwertmannit die System- und Mineralnummer 06.04.10.01. Das entspricht der Klasse der „Oxide und Hydroxide“ und dort der Abteilung „Hydroxide und hydroxyhaltige Oxide“. Hier findet er sich innerhalb der Unterabteilung „Hydroxide und hydroxyhaltige Oxide mit verschiedenen Kationen“ als einziges Mitglied in einer unbenannten Gruppe mit der Systemnummer 06.04.10.

## Kristallstruktur
Schwertmannit kristallisiert tetragonal in der Raumgruppe P4/m (Raumgruppen-Nr. 83) mit den Gitterparametern a = 10,66 Å und c = 6,04 Å sowie einer Formeleinheit pro Elementarzelle.

## Eigenschaften
Durch Erhitzen lässt sich Schwertmannit in Hämatit überführen, mit Fe2(SO4)3 als Zwischenprodukt.

## Bildung und Fundorte
Schwertmannit entsteht als sekundärer Niederschlag, der auf von sauren (pH 2,5 bis 4,5) Grubenabwässern überspülten Oberflächen Krusten bildet. Es wird angenommen, dass die Bildung von Schwertmannit im Zusammenhang mit der Aktivität eisenoxidierender und -reduzierender Bakterien steht. Er tritt in Paragenese vor allem mit Goethit, aber auch mit Jarosit, Natrojarosit, Ferrihydrit und anderen Sulfiden auf.
Neben seiner Typlokalität „Pyhäsalmi Mine“ (Pyhäjärvi, Oulu) in Finnland wurde Schwertmannit bisher (Stand: 2010) noch an der „Jeremias Glück Mine“ (Garnsdorf, Saalfeld/Saale) und „Morassina Mine“ (Schmiedefeld) in Deutschland, in Mineralproben des in Grönland gefundenen Cape York Meteoriten, an der „Libiola Mine“ bei Sestri Levante in Italien, an der „Gunma Mine“ auf Honshū in Japan, in der „Wilhelm Mine“ bei Stara Góra im polnischen Katzbachgebirge, in mehreren Bergwerksgebieten der slowakischen Regionen Banská Bystrica, Bratislava, Košice und Prešov, bei Jáchymov und Zlaté Hory in Tschechien, an der „Grube Bányabérc“ und der „Szent Imre Mine“ im Mátra-Gebirge und bei Nagybörzsöny im Börzsöny von Ungarn, sowie in den US-amerikanischen Regionen Alabama, Colorado, Pennsylvania und Tennessee gefunden.